# 弘明寺商店街

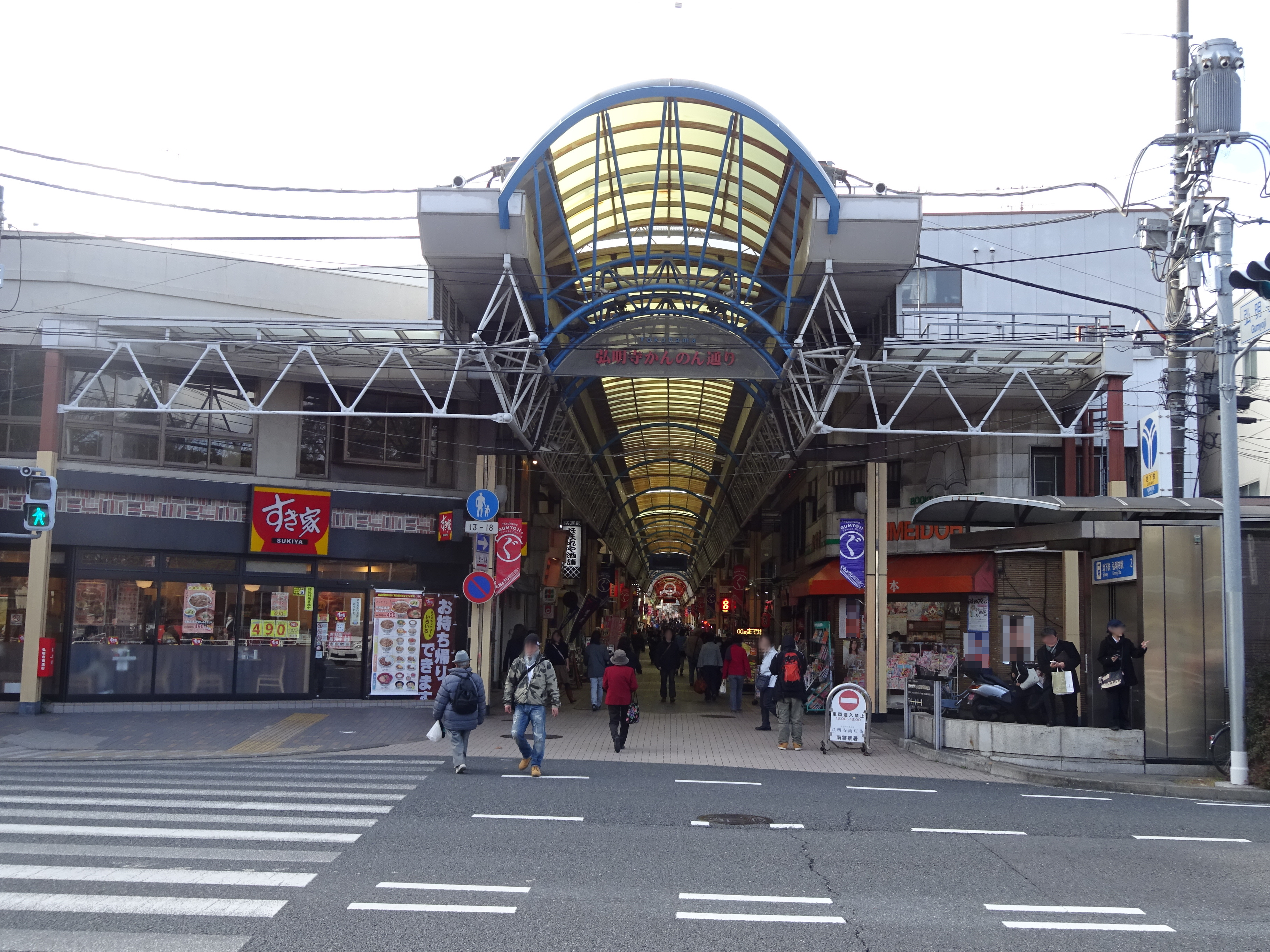
鎌倉街道側の入口（商店街の東端）

弘明寺商店街（ぐみょうじしょうてんがい）は、神奈川県横浜市南区弘明寺町などの地域にまたがる商店街である。

## 概要
西は弘明寺駅 (京急)に近い弘明寺観音と、東は鎌倉街道の地下を通る弘明寺駅 (横浜市営地下鉄)の間をほぼ一直線に結んでおり、そのうち312mはアーケードが架かっている。組合加盟店舗数は119店で、飲食店や食料品店、衣料品店などが並び、参詣土産の菓子や地ビールも売られている。午後1時から6時までは歩行者天国となっている。中間の観音橋で大岡川を渡るが、この川沿いは桜の名所であり、桜まつりの時期には年間で最も多い人出がある。毎年5月から9月初旬にかけては、3と8の付く日に「サンパチ縁日」が開かれ、屋台が並ぶ。
組合側で協力体制が敷かれ、天候に左右されずに収録できることからテレビCMなどのロケにもしばしば使われる。

## 歴史
弘明寺の街は、弘明寺観音として親しまれている高野山真言宗の弘明寺の門前町として発展した。大正初期には茶屋三十数件を有する花街であったが、1921年（大正10年）に井土ケ谷などに分散された。1935年（昭和10年）頃は、弘明寺の参道にたばこや乾物など日常の品を扱う店と民家が混在する小規模な商店街であった。
第二次世界大戦では戦火を免れ、闇市の露店が立つようになった。1945年（昭和20年）に任意団体の「銀星会」が組織され、1950年（昭和25年）には「横浜銀星会協同組合」に改組した。この頃までは弘明寺が横浜の市街地の端にあたり、横浜市電も弘明寺が終点であった。1956年（昭和31年）4月には、総工費3500万円を投じて全長270mのアーケードが設けられた。1959年（昭和34年）からは歩行者天国が実施されている。昭和30年代には有楽座、東亜劇場、スバル座の3館の映画館が軒を並べた。
1968年（昭和43年）9月に横浜市電が廃止となり、弘明寺電停と同じ位置に1972年（昭和47年）12月に開通した横浜市営地下鉄の弘明寺駅が開業した。これにより、伊勢佐木町や横浜駅西口などの商業地域への利便性が向上し、ターミナル駅となった上大岡にも大型店が進出して、弘明寺商店街は影響を受けることにもなったが、南永田や六ツ川での宅地開発は来街者の増加要因にもなった。1982年（昭和57年）、横浜銀星会協同組合は「横浜弘明寺商店街協同組合」と改称。1991年（平成3年）からはスタンプカード「プラスOneカード」を導入している。2001年（平成13年）には、老朽化したアーケードが全長312mの新たなものに建て替えられた。

## 交通
下記の二つの駅は約550ｍほど離れている。
- 横浜市営地下鉄ブルーライン　弘明寺駅から徒歩1分。商店街の東側に位置する。
- 京浜急行　弘明寺駅から徒歩4分。商店街の西側に位置する。